# Pezinok
Pezinok (húngaro: Bazin; alemán: Bösing) es una ciudad en el suroeste de Eslovaquia. Esta aproximadamente a 20 km al noreste de Bratislava y tiene una población de 21 334 (2005). Se encuentra cerca de los Pequeños Cárpatos; posee una amplia actividad en la viticultura y la agricultura, así como en la fabricación de ladrillos y la producción de cerámica.

## Alcalde
Esta es una lista documentada de starostovia (anche richtári o mešťanostovia), presidentes del Comité Nacional Urbano (Mestský národný výbor), decano y primátori de Pezinok:
- 1515 – 1516: Pavol Habel y Tomáš Schuster
- 1516 – 1535: Tomáš Schuster
- 1535 – ?: Mikuláš Schmidt
- 1928 – 1930: Raquel May
- Años 1940: Vendelín Krištúfek
- 1956 – 1985: Štefan Lovič
- 1985 – 2002: Ivan Pessel
- 2002 – 2018: Oliver Solga
- 2018 – 2022: Igor Hianik
- 2022 – el presente: Roman Mács

## Subdivisiones
- Grinava (barrio histórica de ciudad)
- Centro
- Cajla (barrio histórica de ciudad)
- Sídliská:
  - Norte I, II, III (en eslovaco: Sever I, II, III)
  - Sur (en eslovaco: Juh)
  - Muškát I, II, III
  - Starý dvor
  - Sahara
  - Záhradná (originalmente Stred)
  - Za hradbami y 1. mája (originalmente Stred II.)
  - Moyzesova
- Čikošňa
- Panholec
- Glejovka
- Turie brehy
- Unigal
- Talihov dvor (originalmente Nataliin majer)
- Áreas de recreación:
  - Valle de Kučišdorf (en eslovaco: Kučišdorfská dolina)
  - Stupy
  - Pezinská Baba
  - Leitne
  - Valle soleado (en eslovaco: Slnečné údolie)
  - Reisinger

## Monumentos
La ciudad se caracteriza por su centro histórico con casas típicas burguesas, calles de cuadrícula regular y restos de las murallas originales. Los monumentos históricos y culturales más importantes incluyen el Castillo de Pezinok del siglo XIII con el Parque del Castillo adyacente, cuatro iglesias de valor histórico y arquitectónico y el renacimiento Ayuntamiento Viejo.
- Iglesia de la Asunción de la Virgen María del año 1280
- Iglesia de la Transfiguración del Señor del año 1659
- Iglesia de la Santísima Trinidad de 1730
- Capilla de Santa Rosalía de 1730
- Iglesia de la Exaltación de la Santa Cruz del siglo XVIII
- Iglesia de San Sigismondo del siglo XIV
- Iglesia Evangélica del Credo de Augsburgo de 1783
- Iglesia Evangélica del Credo de Augusta en Grinava desde 1926
- Fortificación de la ciudad

### Instituciones culturales
- Centro Cultural de Pezinok
- Museo de los Pequeños Cárpatos en Pezinok
- Museo de la Ciudad en Pezinok
- Biblioteca de los Pequeños Cárpatos en Pezinok

## Escuelas
La ciudad tiene 1 escuela primaria con jardín de infantes, 3 escuelas primarias (había 4 hasta 2007), una escuela primaria de la iglesia y tres escuelas secundarias.
- Escuela primaria con jardín de infantes en la calle Orešie (en Grinava)
- Escuela primaria en la calle Fándlyho
- Escuela Primaria de Ján Kupecký
- Escuela primaria en la calle Na bielenisku
- Escuela primaria de la iglesia de Narnia
- Academia de negocios en la calle Myslenická
- Escuela profesional secundaria en la calle Myslenická (anteriormente en la calle Komenského)
- Escuela Profesional Secundaria de las Fuerzas Policiales

### Jardines de infantes
- Jardín de infantes en la calle Bystrická 1
- Jardín de infantes en la calle de general Pekník 2 (con lugares de trabajo asignados en las calles Na bielenisku 2 y Cajlanská 7)
- Jardín de infantes en la calle Svätoplukova 51
- Jardín de infantes en la calle Vajanského 16
- Jardín de infantes en la calle Za hradbami 1 (con lugares de trabajo asignados en las calles Za hradbami 2 y Holubyho 49)
- Jardín de infantes en la calle Záhradná 34

#### Jardín de infantes en la calle Bystrická 1

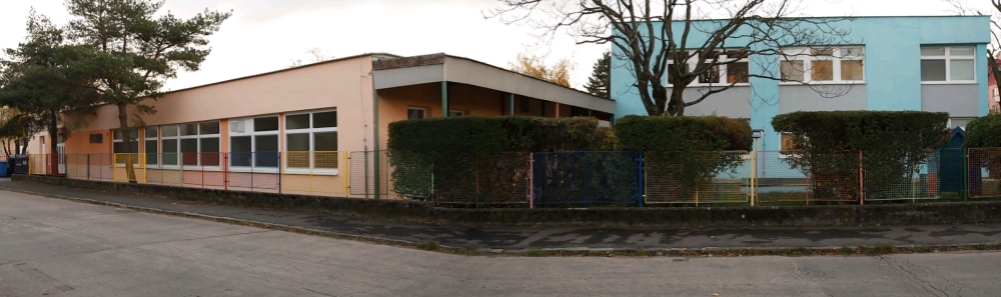
El edificio principal y la cocina del Jardín de infantes en la calle Bystrická 1 en 2023

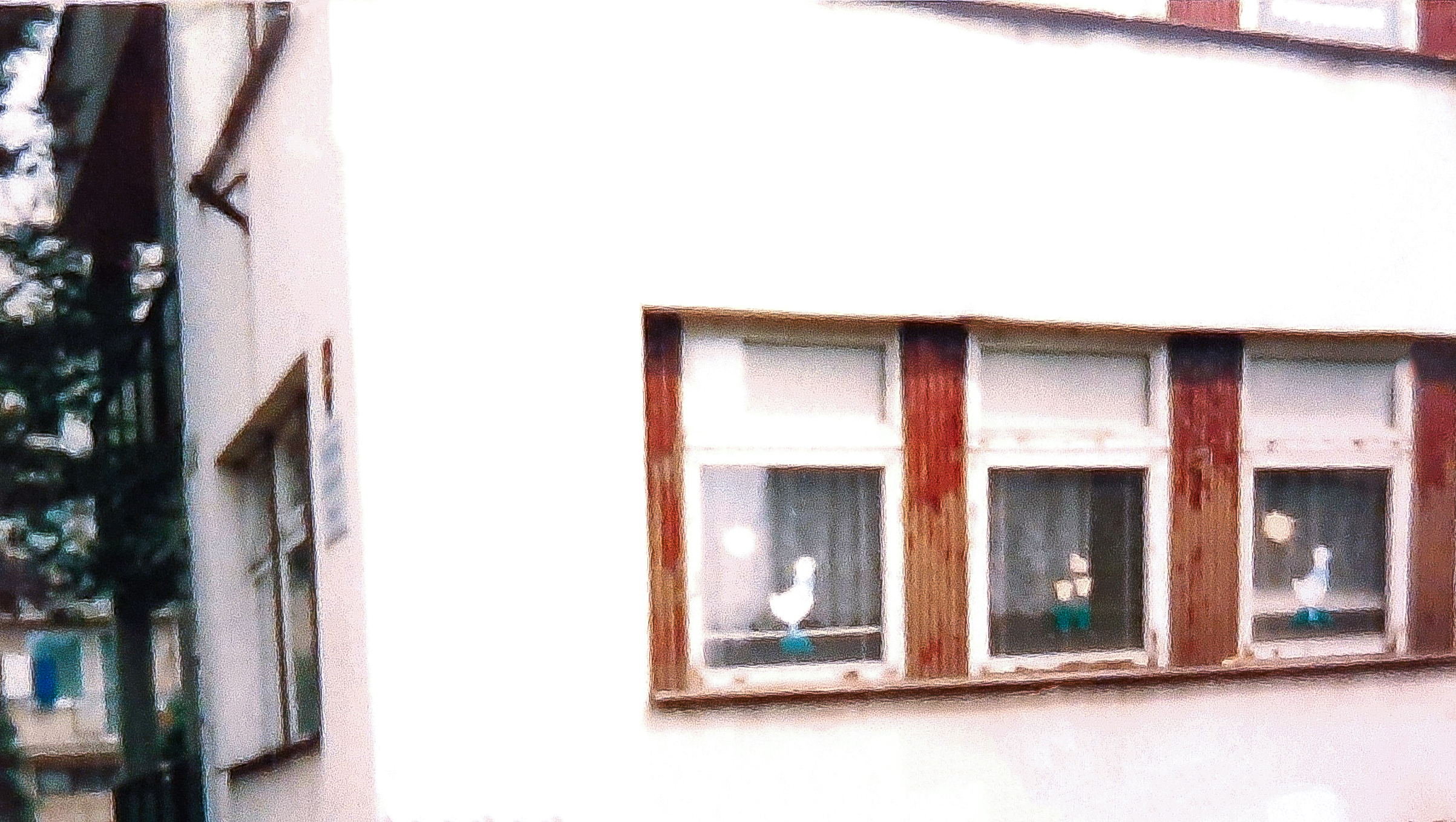
El edificio principal del Jardín de infantes en la calle Bystrická 1 en 2003

La Jardín de infantes en la calle Bystrická 1 (en eslovaco: Materská škola Bystrická 1; abreviado MŠ Bystrická) es una de las seis jardínes de infantes municipal en Pezinok, que se encuentra en sídlisko Sur (en eslovaco: Juh). Consta de tres edificios y seis aulas. Está destinado a niños de 3 a 6 años.
Los planes para la construcción de la escuela infantil se elaboraron ya en 1974 y después de la construcción en el plan quinquenal desde 1976 hasta 1980 su capacidad era de 90 niños. En noviembre de 2012, se agregaron a la guardería dos nuevas clases para 40 niños, creadas a partir de los espacios de terrazas originales en el primer y segundo piso. Durante las elecciones, hay un colegio electoral en el recinto distrito 17 del distrito número 4.

## Demografía
| Año        | 1994   | 2004    | 2014    | 2024     |
| ---------- | ------ | ------- | ------- | -------- |
| Población  | 21 552 | 21 147  | 22 129  | 24 375   |
| Diferencia |        | −1,87 % | +4,64 % | +10,14 % |

| Año        | 2023   | 2024    |
| ---------- | ------ | ------- |
| Población  | 24 506 | 24 375  |
| Diferencia |        | −0,53 % |

Según el censo de 2001, la ciudad tenía 21 082 habitantes. 96,51 % de los habitantes fueron eslovacos, 1,21 % checos y 0,52 % húngaros. La composición religiosa era 64,83 % católicos, 21,02 % de personas sin afiliación religiosa, y el 8,22 % luteranos.

### Apellidos más numerosos de la ciudad (datos de marzo de 2001)
Al 31 de diciembre de 2000, la ciudad tenía 21.865 habitantes, de los cuales los apellidos más numerosos en Pezinok eran:
- Krasňanský o Krasňanská (137 habitantes)
- Guštafík(ová) (134 habitantes)
- Horváth(ová)(118 habitantes)
- Demovič(ová) (116 habitantes)
- Klamo(vá) (103 habitantes)
- Hanúsek o Hanúsková (102 habitantes)
- Slimák(ová) (101 habitantes)
- Slezák(ová) (96 habitantes)
- Čech(ová) (94 habitantes)

## Gastronomía

### Platos típicos[14]
En el pasado, la dieta diaria de las familias campesinas locales incluía principalmente platos a base de harina como knofle, osúchy, dolky, podlisníky, šiflíky y de la masa de patatas como lokše, šuferle, gerheň y scískance. Eran conocidas las clásicas sopas espesas preparadas principalmente con frijoles o vainas de frijol, lentejas, guisantes, garbanzos o la sopa integral de rábano picante y las salsas o los prívarky de eneldo, calabaza, patatas, tomate o setas. En el momento del matando un cerdo, así llamada obarová polievka, en el que se colocaban trozos de pan. En Semana Santa se sirvió los záviny de masa madre rellena de tvaroh, nueces y semillas de amapola y el veľkonočný baranček, en Navidad la vianočka y los pupáky. 
El plato tradicional, las lokše con grasa de ganso o pato se comparte con el cercano pueblo de Slovenský Grob, y también forma parte de los husacie o kačacie hody («fiestas de ganso» o «de pato» – lokše con grasa, ganso o pato asado y col lombarda al vapor con strudel). 
En la segunda quincena de agosto, desde 2003, se organiza en la plaza un concurso de cocina la fyzulnačka (en la lengua literaria eslovaca la fazuľovica o fazuľová polievka, en español «sopa de frijoles»). 

### Bebidas típicas
La bebida típica de la ciudad es el vino. En septiembre se vende en Grinava y también durante la cosecha (eslovaco vinobranie) en Pezinok el burčiak.

## Ciudades hermanadas
Pezinok tiene cuatro ciudades hermanadas:
- Neusiedl am See (Austria)
- Mosonmagyaróvár (Hungría)
- Mladá Boleslav (República Checa)
- Izola (Slovenia)